# Kungen av Atlantis
Kungen av Atlantis (Koning van Atlantis) is een Zweedse tragikomische film uit 2019, geregisseerd door Marina Nyström en gebaseerd op een waargebeurd verhaal.

## Synopsis
Samuel heeft de zorg over zijn geesteszieke vader en dat neemt een groot deel van zijn tijd in beslag. Alles wordt anders als hij Cleo ontmoet en de twee verliefd worden.